# Животът на Пи
„Животът на Пи“ (на английски: Life of Pi) е тайванско-американски приключенски драматичен филм от 2012 г. на режисьора Анг Лий.
Сценарият, написан от Дейвид Маги, е базиран на едноименния роман на Ян Мартел. Световната премиера е на 28 септември на кинофестивала в Ню Йорк, а премиерата за България е на 21 декември.

## Актьорски състав
| Актьор          | Роля            |
| --------------- | --------------- |
| Сурадж Шарма    | Пи (16-годишен) |
| Ирфан Хан       | Пи (възрастен)  |
| Рейф Спол       | Ян Мартел       |
| Табу            | майката на Пи   |
| Адил Хюсейн     | бащата на Пи    |
| Жерар Депардийо | готвачът        |

## Награди и номинации
| Категория                              | Номиниран                   | Резултат                    |
| Оскар (24 февруари 2013 г.)            | Оскар (24 февруари 2013 г.) | Оскар (24 февруари 2013 г.) |
| -------------------------------------- | --------------------------- | --------------------------- |
| Най-добри визуални ефекти              | Най-добри визуални ефекти   | награда                     |
| Най-добър режисьор                     | Анг Лий                     | награда                     |
| Най-добра кинематография               | Клаудио Миранда             | награда                     |
| Най-добра филмова музика               | Майкъл Дана                 | награда                     |
| Най-добър филм                         | Най-добър филм              | номинация                   |
| Най-добър звук                         | Най-добър звук              | номинация                   |
| Най-добър звуков монтаж                | Най-добър звуков монтаж     | номинация                   |
| Най-добри декори                       | Най-добри декори            | номинация                   |
| Най-добър адаптиран сценарий           | Дейвид Маги                 | номинация                   |
| Най-добър филмов монтаж                | Тим Скуайърс                | номинация                   |
| Най-добра оригинална песен             | „Pi's Lullaby“              | номинация                   |
| Награда на БАФТА (10 февруари 2013 г.) |                             |                             |
| Най-добри визуални ефекти              | Най-добри визуални ефекти   | награда                     |
| Най-добра кинематография               | Клаудио Миранда             | награда                     |
| Най-добър филм                         | Най-добър филм              | номинация                   |
| Най-добри декори                       | Най-добри декори            | номинация                   |
| Най-добър звук                         | Най-добър звук              | номинация                   |
| Най-добра режисура                     | Анг Лий                     | номинация                   |
| Най-добър адаптиран сценарий           | Дейвид Маги                 | номинация                   |
| Най-добър филмов монтаж                | Тим Скуайърс                | номинация                   |
| Най-добра филмова музика               | Майкъл Дана                 | номинация                   |
| Златен глобус (13 януари 2013 г.)      |                             |                             |
| Най-добра филмова музика               | Майкъл Дана                 | награда                     |
| Най-добър драматичен филм              | Най-добър драматичен филм   | номинация                   |
| Най-добър режисьор                     | Анг Лий                     | номинация                   |
| Сателит (16 декември 2012 г.)          |                             |                             |
| Най-добър адаптиран сценарий           | Дейвид Маги                 | награда                     |
| Най-добра кинематография               | Клаудио Миранда             | награда                     |
| Най-добър филм                         | Най-добър филм              | номинация                   |
| Най-добри визуални ефекти              | Най-добри визуални ефекти   | номинация                   |
| Най-добър звук                         | Най-добър звук              | номинация                   |
| Сатурн (26 юни 2013 г.)                |                             |                             |
| Най-добър фентъзи филм                 | Най-добър фентъзи филм      | награда                     |
| Най-добър млад актьор                  | Сурадж Шарма                | награда                     |
| Най-добри декори                       | Най-добри декори            | номинация                   |
| Най-добри специални ефекти             | Най-добри специални ефекти  | номинация                   |
| Най-добър режисьор                     | Анг Лий                     | номинация                   |
| Най-добър сценарий                     | Дейвид Маги                 | номинация                   |
| Най-добър монтаж                       | Тим Скуайърс                | номинация                   |
| Най-добра музика                       | Майкъл Дана                 | номинация                   |
| Емпайър (24 март 2013 г.)              |                             |                             |
| Най-добър 3D филм                      | Най-добър 3D филм           | номинация                   |
| Най-добър мъжки дебют                  | Сурадж Шарма                | номинация                   |
| Най-добър мъжки дебют                  | Рейф Спол                   | номинация                   |